# Les Voix
Les Voix est une association loi de 1901 réunissant plus de 200 interprètes de voix off francophones. Ces métiers couvrent la publicité radio, le doublage, les livres audios ou encore les voix off.

## Histoire
Créée en mai 2010 par plusieurs comédiens, dont Pierre-Alain de Guarrigues ou encore François Berland, Les Voix est une association qui « entend rassembler ses adhérents » issus du milieu de la voix off, en particulier dans le secteur publicitaire. Fédérer et informer les comédiens sont deux missions principales de Les Voix, qui propose sur son site Internet divers outils destinés aux professionnels du milieu. Elle accueille également des membres anglophones.
Durant la pandémie de Covid-19, l'association accompagne de nombreux acteurs ou doubleurs dans la continuité de leur travail. En 2023, elle prend également position contre une utilisation abusive des voix en rapport avec l'intelligence artificielle.

## Actions et objectifs
Durant la pandémie de Covid-19, l’association s’engage aux côtés des professionnels de son secteur, tels que les producteurs, les studios, les agences et les agents, afin d'assurer la continuité des enregistrements pendant la crise sanitaire avec pour objectif de permettre le télétravail dans le respect d'une déontologie professionnelle. Son rôle inclut notamment la mise en réseau de plusieurs professionnels du milieu, alors que certaines industries sont au ralenti.
À la suite du confinement, Les Voix collaborent avec le Syndicat des producteurs de sons pour la publicité et l'Association des agences conseils en communication pour établir un protocole sanitaire garantissant le retour sécurisé en studio des comédiens pendant la pandémie. En 2022, Les Voix met en avant la profession de ses membres ainsi que les métiers satellites qui les accompagnent, à travers une campagne de sensibilisation. La même année, l'association défend publiquement les métiers de la voix off face aux dangers de l'intelligence artificielle.

## Prise de position contre l'intelligence artificielle
En 2023, l'association prend publiquement position contre le vol de voix à destination de l'intelligence artificielle. De nombreux artistes rapportent que leurs voix sont utilisées par « des chercheurs spécialisés dans le domaine de l'intelligence artificielle », grâce à des clauses contractuelles illégales en France,. Cette prise de position reçoit notamment le soutien de Jean Dujardin.
Cette tendance s'inscrit dans la pratique de start-ups qui collectent des échantillons vocaux, en partenariat avec de grands noms comme la Fondation Mozilla. Un communiqué publié par Les Voix dénonce cette pratique, rappelant que si un flou juridique existe en France autour de l'intelligence artificielle, le droit français protège tous les types d'enregistrements,.

## Membres notables
- Philippe Peythieu
- Pierre-Alain de Garrigues
- Jean-Yves Berteloot
- Loïc Houdré
- Antony Hickling
- Laurent Pasquier
- Virginie Peignien
- Michel Elias
- Sylvie Caspar